# Месна
Сіль препарату Коензим М(Uromitexan) — Месна (лат. Mesnum, скорочена назва від «меркаптоетансульфонат натрію»; англ. Mesna) — синтетичний препарат, що є похідним етансульфонової кислоти, що застосовується як перорально, так і внутрішньовенно, а також інгаляційно. Месна синтезована у 50-х роках ХХ століття, та уперше запатентована компанією UCB у 1972 році Початково встановлено, що месна також має муколітичну дію, і вона тривалий час застосовувалась при захворюваннях дихальних шляхів. Пізніше встановлено, що має здатність до усунення токсичної дії хіміотерапевтичних препаратів (зокрема циклофосфаміду та іфосфаміду), і для цього показання уперше схвалена FDA у 1988 році.

## Фармакологічні властивості
Месна — синтетичний препарат, що є похідним етансульфонової кислоти. Механізм дії препарату полягає у зв'язуванні та стабілізації продуктів розпаду лікарських препаратів класу оксазафоринів (циклофосфаміду та іфосфаміду) в сечовому міхурі, а також утворює додаткові сполуки з одним із продуктів розпаду цих препаратів акроілеїном, унаслідок чого знижується токсична дія оксазафоринів на сечовий міхур та покращується переносимість протипухлинних препаратів. Окрім того месна діє на дихальну систему шляхом розриву бісульфідних зв'язків макромолекул мокротиння, що призводить до деполімеризації та руйнуванні кислих мукополісахаридів бронхіального секрету, та полегшує відходження мокротиння. Месна застосовується для усунення токсичної дії протипухлинних препаратів (найчастіше геморагічного циститу) або токсичної дії променевої терапії на сечові шляхи. Також месна може застосовуватися для покращення відходження мокроти із дихальних шляхів при захворюваннях дихальної системи, при травмах грудної клітки, а також у післяопераційному періоді після операцій на грудній клітці та нейрохірургічних операціях, та при проведенні інтенсивної терапії.

### Фармакодинаміка
Месна швидко всмоктується як після перорального, так і після внутрішньовенного введення, проте біодступність препарату після перорального застосування становить 45—79 %, після внутрішньовенного введення біодоступність месни складає 100 %. Максимальна концентрація препарату спостерігається відразу після внутрішньовенного введення месни, після перорального застосування максимальна концентрація плазми в крові досягається протягом 3—4 годин після застосування. Месна добре (на 69—75 %) зв'язується з білками плазми крові. Початково месна метаболізується до дисульфіду в плазмі крові, в печінці не метаболізується. Під час виведення препарату в нирках він відновлюється до вільної тіолової сполуки, яка й зв'язується з алкілувальними протипухлинними препаратами, утворюючи з ними нетоксичні стабільні тіоетери. У вигляді тіотерів та незміненої речовини месна виводиться з організму з сечею. Період напіввиведення препарату становить у середньому 1 годину при внутрішньовенному введенні (0,36 години для месни та 1,17 години для дисульфіду месни), при пероральному застосуванні — до 8 годин.

## Покази до застосування
Месна застосовується для усунення токсичної дії протипухлинних препаратів (найчастіше геморагічного циститу) або токсичної дії променевої терапії на сечові шляхи, а також для покращення відходження мокроти із дихальних шляхів при захворюваннях дихальної системи, при травмах грудної клітки, а також у післяопераційному періоді після операцій на грудній клітці та нейрохірургічних операціях, та при проведенні інтенсивної терапії, при синуситах та отитах.

## Побічна дія
При застосуванні бромгексину можуть спостерігатися наступні побічні ефекти:
- Алергічні реакції та з боку шкірних покривів — шкірний висип, гіперемія шкіри, кропив'янка, набряк Квінке.
- З боку травної системи — нудота, блювання, діарея, підвищення активності амінотрансфераз у плазмі крові.
- З боку нервової системи — головний біль, загальна слабкість.
- З боку серцево-судинної системи — артеріальна гіпотензія.
- Інші побічні ефекти — при внутрішньовенному введенні може спостерігатися флебіт, болі в кінцівках, гематурія; при інгаляційному застосуванні можливий бронхоспазм, кашель, біль у грудній клітці, припікання або подразнення слизових оболонок дихальної системи.

## Протипокази
Месна протипоказана лише при підвищеній чутливості до препарату.

## Форми випуску
Месна випускається у вигляді таблеток по 0,4 г та флаконів і ампул для внутрішньовенного введення по 2 і 4 мл 10 % розчину.